# Oleg Maisenberg
Oleg Iossifowitsch Maisenberg (russisch Олег Иосифович Майзенберг; * 29. April 1945 in Odessa) ist ein russischer Pianist und Professor an der Universität für Musik und darstellende Kunst in Wien.

## Leben
Mit fünf Jahren erhielt Maisenberg den ersten Klavierunterricht von seiner Mutter.
1965 besuchte er die Zentrale Musikschule in Kischinew und studierte von 1966 bis 1971 am Gnessin-Institut in Moskau bei Alexander Jocheles, dessen Assistent er später wurde.
Beim Schubert-Wettbewerb 1967 in Wien gewann er den zweiten Preis. Im selben Jahr konnte er dort einen weiteren Wettbewerb für sich entscheiden, den der Musik des 20. Jahrhunderts.
Zwischen 1971 und 1980 trat er in Abonnementskonzerten der Moskauer Philharmoniker sowie mit anderen sowjetischen Orchestern auf. 1972 kam es zu einem ersten kammermusikalischen Konzert mit Gidon Kremer, mit dem ihn seitdem eine künstlerische Partnerschaft verbindet.
1981 emigrierte er in den Westen und ließ sich in Wien nieder.
Unter Eugene Ormandy gab er 1983 sein Amerika-Debüt mit dem Philadelphia Orchestra. Zwischen 1985 und 1998 lehrte er als Professor an der Stuttgarter Musikhochschule und ging ab 1. März 1998 an die Universität für Musik und darstellende Kunst Wien.
Die Folgen eines Autounfalls 1997, den er als das Unangenehmste seines Lebens beschreibt und der zu einer Behinderung seiner rechten Hand führte, zwangen ihn, seine Spieltechnik zu verändern und ungewohnte Fingersätze zu üben.
Anlässlich seines 60. Geburtstages gab er 2004 im Wiener Musikverein neun Konzerte mit Werken russischer Komponisten.

## Repertoire und Rezeption
Maisenbergs breit gefächertes Repertoire als Solist, Liedbegleiter – etwa von Hermann Prey und Robert Holl – sowie Kammermusiker reicht von der Wiener Klassik bis zur gemäßigten Moderne.
Im Westen trat er zunächst als Partner Gidon Kremers in Erscheinung, mit dem er Franz Schuberts Sonatinen für Violine und Klavier, virtuose Transkriptionen und Sonaten von Béla Bartók oder Erwin Schulhoff  spielte. Die Spannung dieser künstlerischen Zusammenarbeit ergab sich aus dem Kontrast zwischen dem extrovertierten Spiel Kremers und dem verhalten-subtilen Klavierspiel Maisenbergs.
Auch als Solist hat Maisenberg sich seit seiner Emigration einen Namen gemacht, wenn sich dies auch in vergleichsweise wenigen Schallplattenaufnahmen niedergeschlagen hat.